# بيري موس (كرة سلة)
بيري موس (بالإنجليزية: Perry Moss)‏ مواليد 11 نوفمبر 1958 في توسان، هو لاعب كرة سلة أمريكي معتزل. تم اختياره من قبل فريق بوسطن سيلتكس خلال الدرافت. يبلغ طوله 6 قدم 2 بوصة (1.9 م).

## المسيرة الاحترافية
لعب مع واشنطن ويزاردز في سنة 1985، ثم لعب مع فيلادلفيا سفنتي سيكسرز في موسم 1985–1986، ثم لعب مع غولدن ستايت ووريورز في موسم 1986–1987.

## روابط خارجية
- بيري موس على موقع إن بي أي (الإنجليزية)
- بيري موس على موقع سبورتس رفرنس (الإنجليزية)
- بيري موس على موقع كلية كرة السلة في سبورتس رفرنس.كوم (الإنجليزية)
- بيري موس على موقع ريلجم (الإنجليزية)
- بيري موس على موقع بروبوليرز (الإنجليزية)